# Staatstheater Cottbus

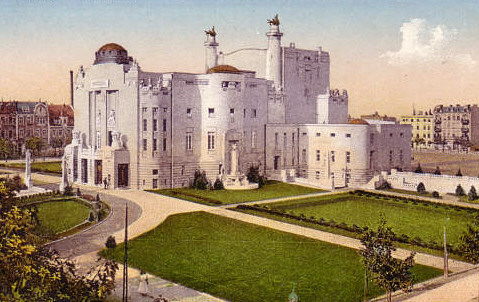
Staatstheater Cottbus, 1916

Staatstheater Cottbus är en offentligt ägd teater i Cottbus i Tyskland. Teatern var under tiden i Östtyskland statlig. År 1992 övergick ägandet från nationell till delstatlig nivå, och teatern blev då delstaten Brandenburgs enda delstatligt ägda teater.
Teaterbyggnaden uppfördes på initiativ av borgerskapet i Cottbus, som vid slutet av 1800-talet hade upplevt ett ekonomiskt uppsving på basis av en sedan en lång tid tillbaka framgångsrik textilindustri. Detta ledde till ett intresse att stärka kulturverksamheten i staden, bland annat genom att etablera en egen stadsteater. Stadens styrande beslöt i november 1905 att bygga en teaterbyggnad. Uppdraget att rita den gick till Bernhard Sehring, som 1896 ritat Theater des Westens i Berlin. 
Byggnaden ritades i en jugendstil som påminner om den som tillämpades inom Wiener Sezession. För den omfattande konstnärliga gestaltningen anlitades skulptören Heinrich Goetschmann.
Efter en byggnadstid på 16 månader invigdes teatern i oktober 1918 med uppförandet av Gotthold Ephraim Lessings drama Minna von Barnhelm.

## Bildgalleri

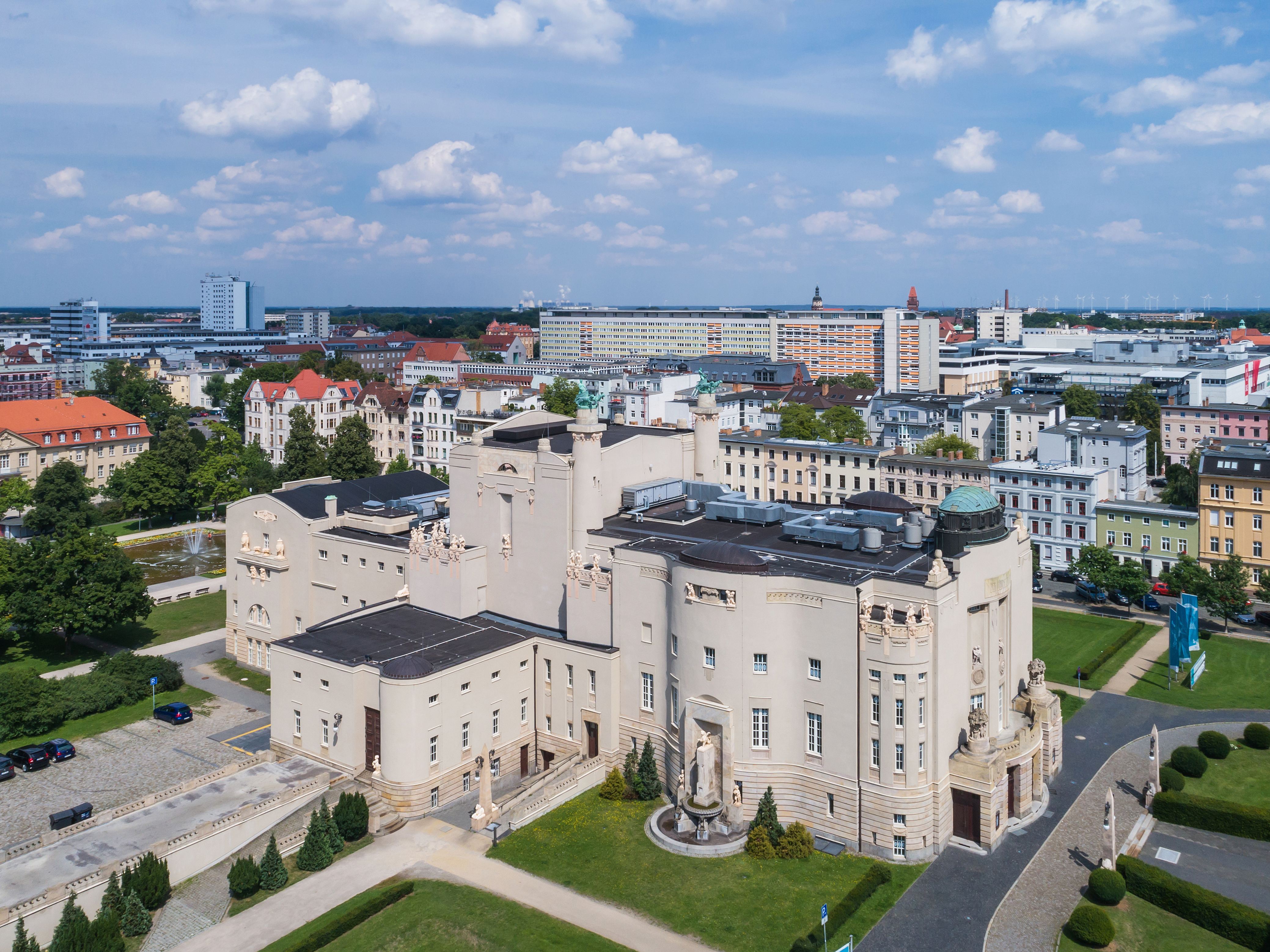
Flygfoto
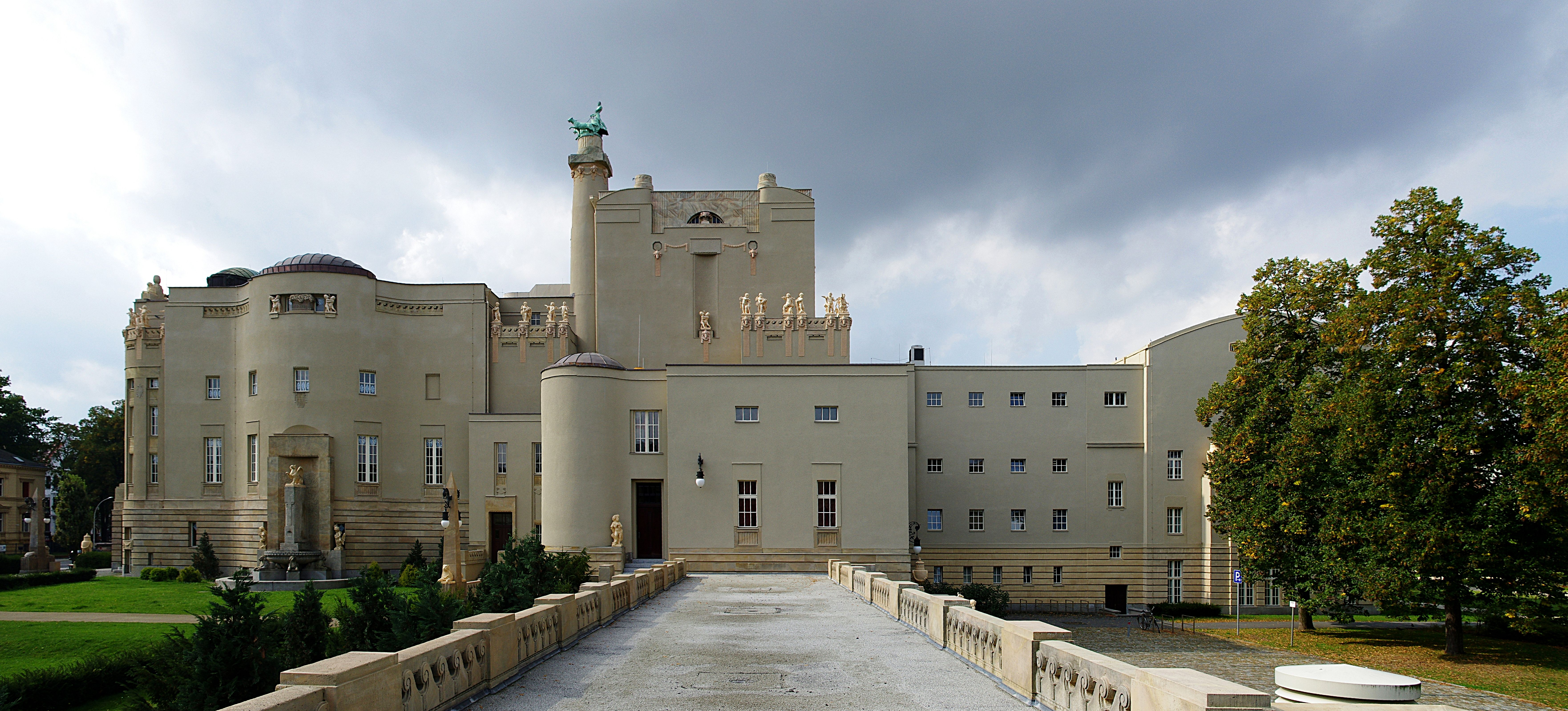
Den östra fasaden
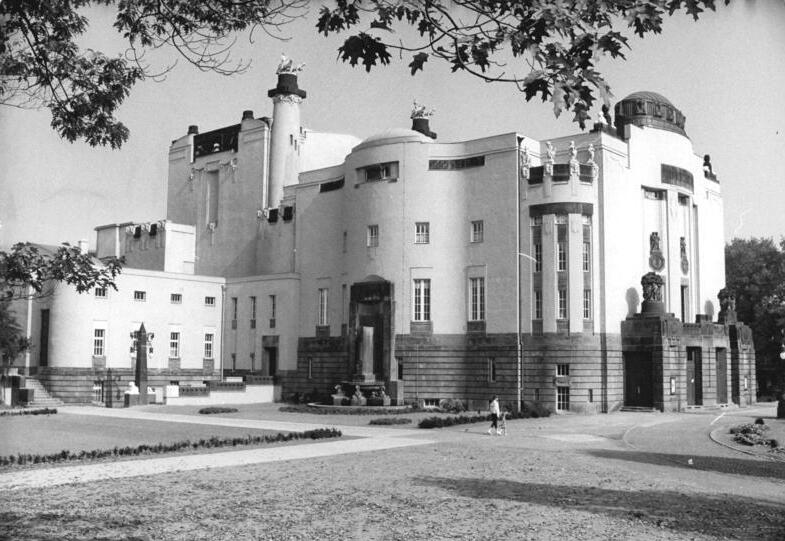
Exteriör på vykort från 1986
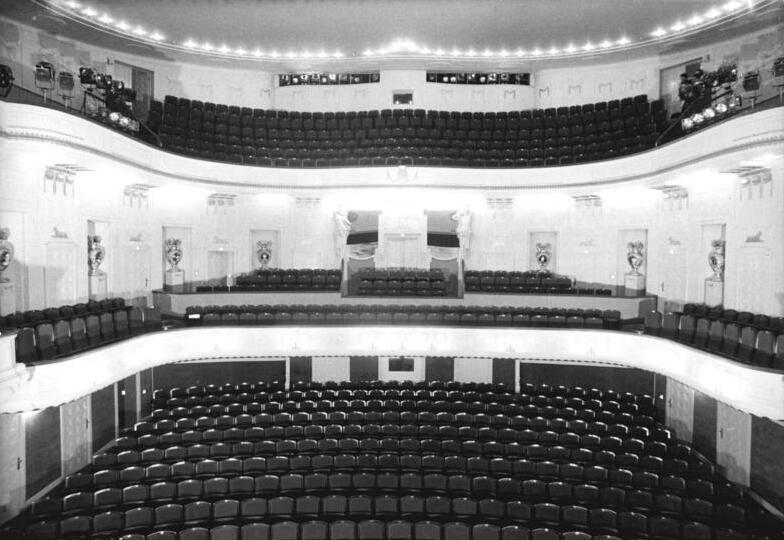
Teatersalen, 1986
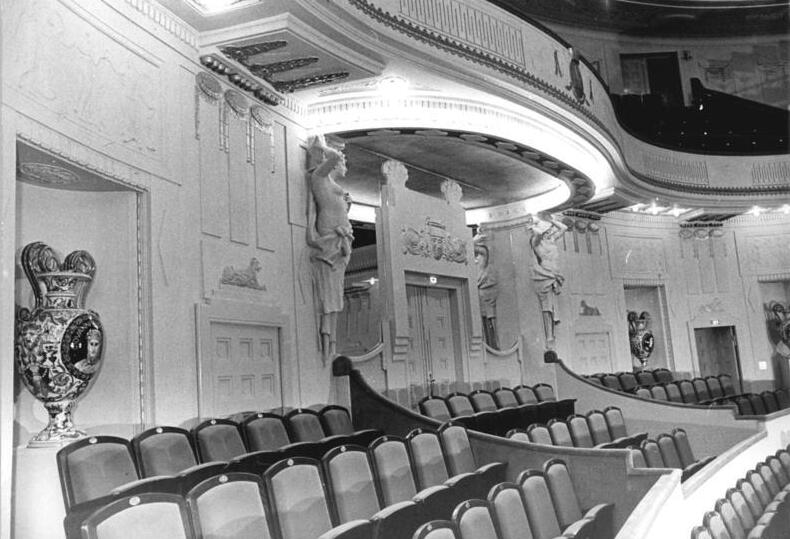
Hederslogen, 1986
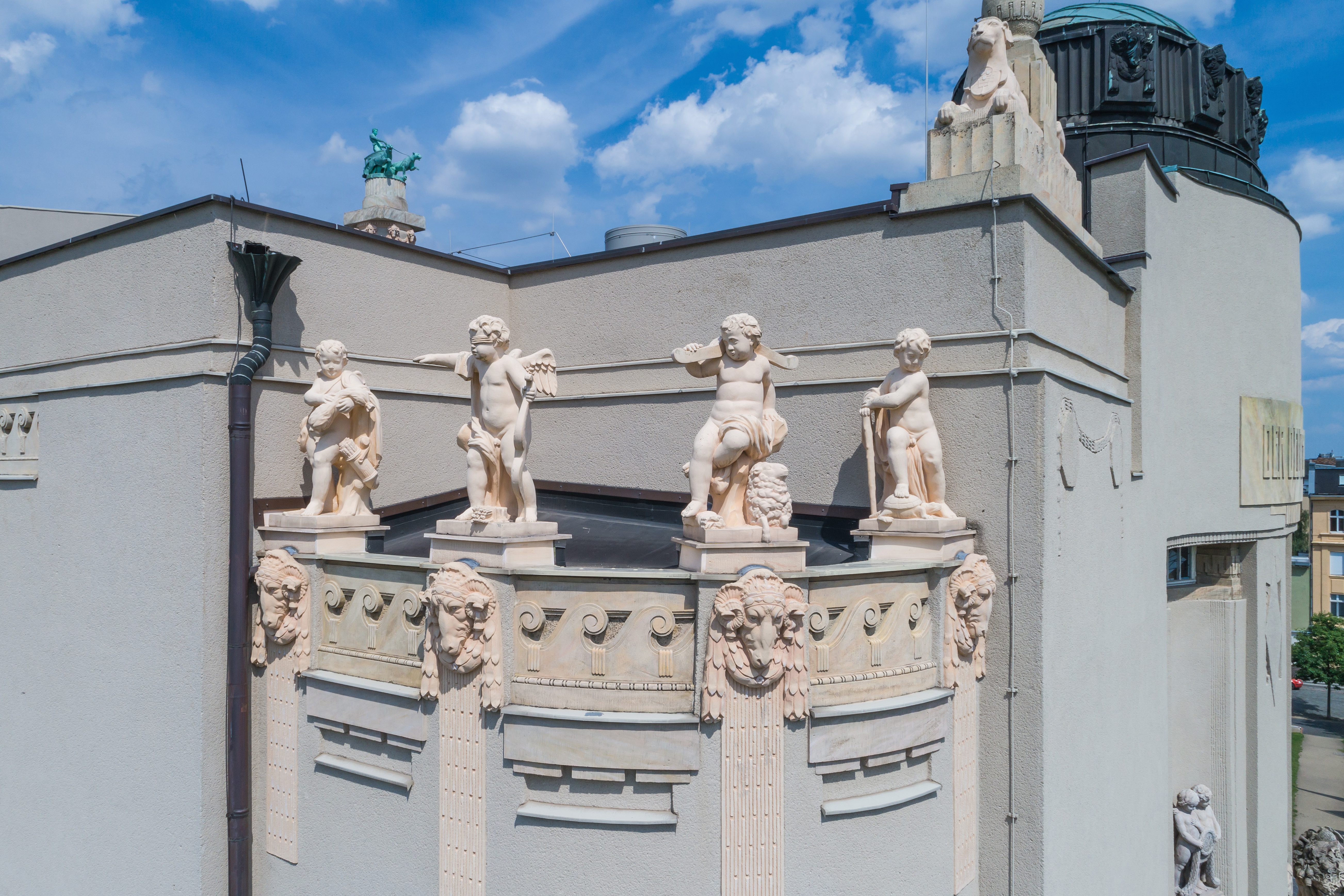
Detalj med putti av Heinrich Goetschmann på  västfasaden
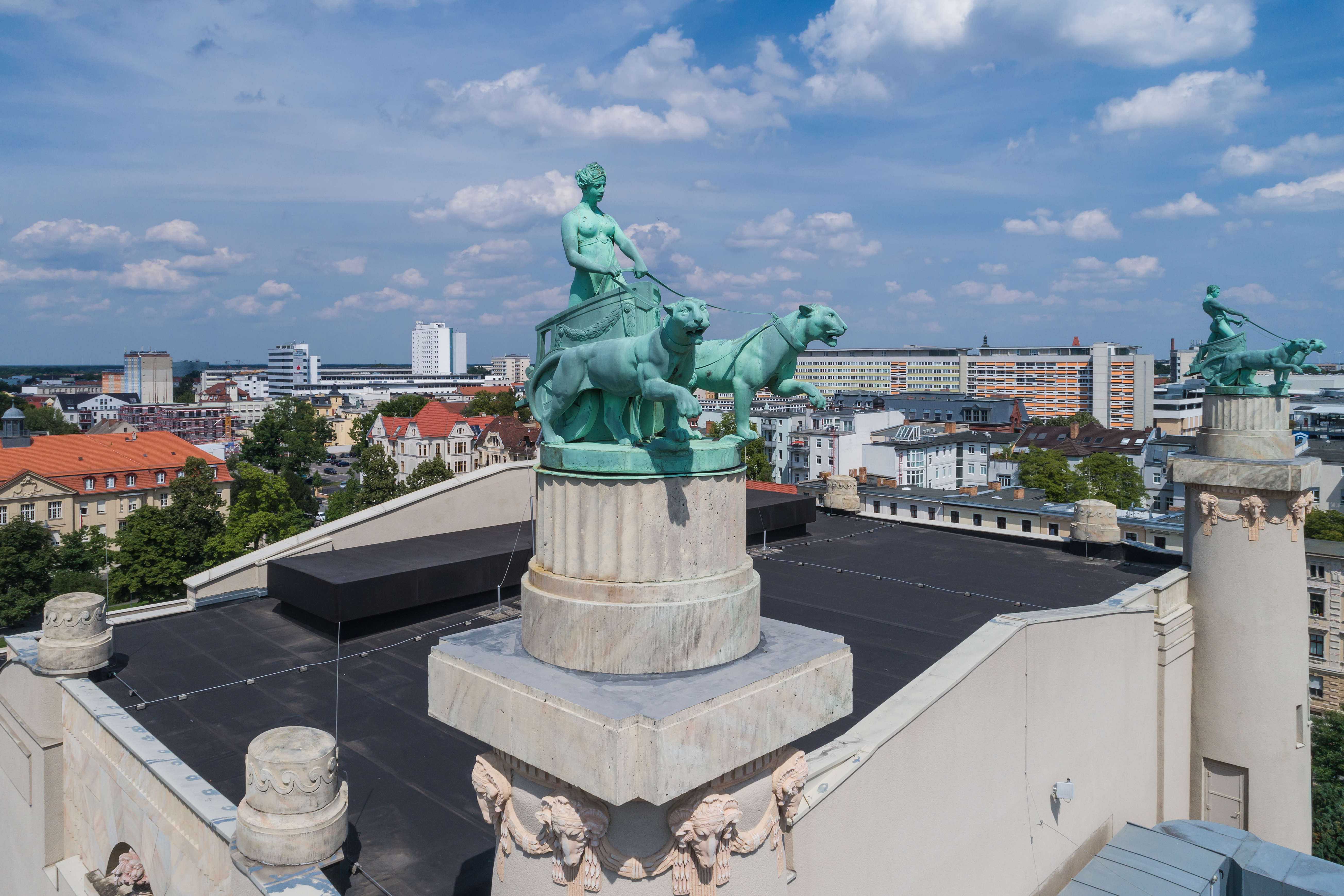
Panteranspända ekipage i koppar av Heinrich Goetschmann
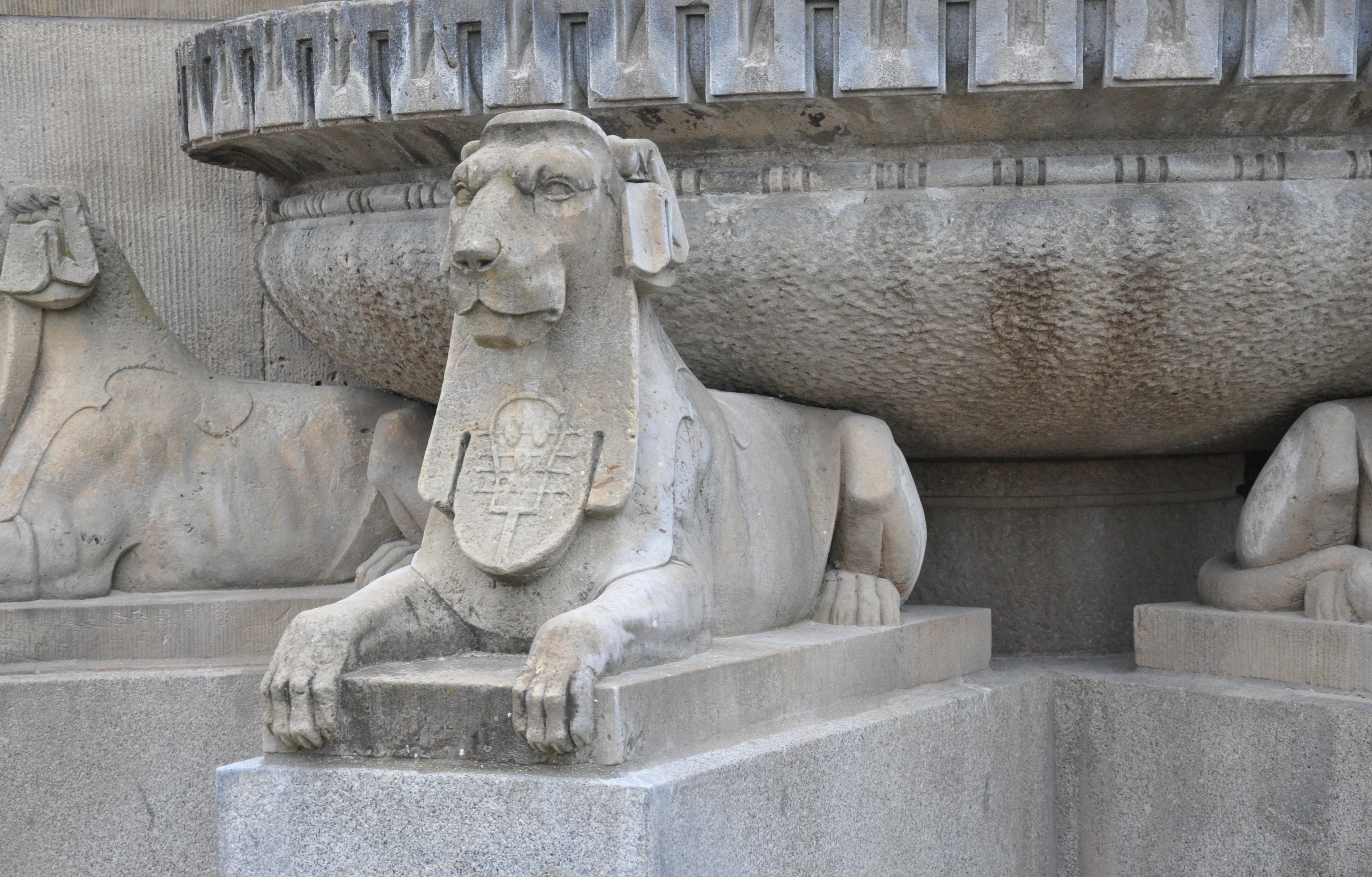
Lejon på fasaden av Heinrich Goetschmann
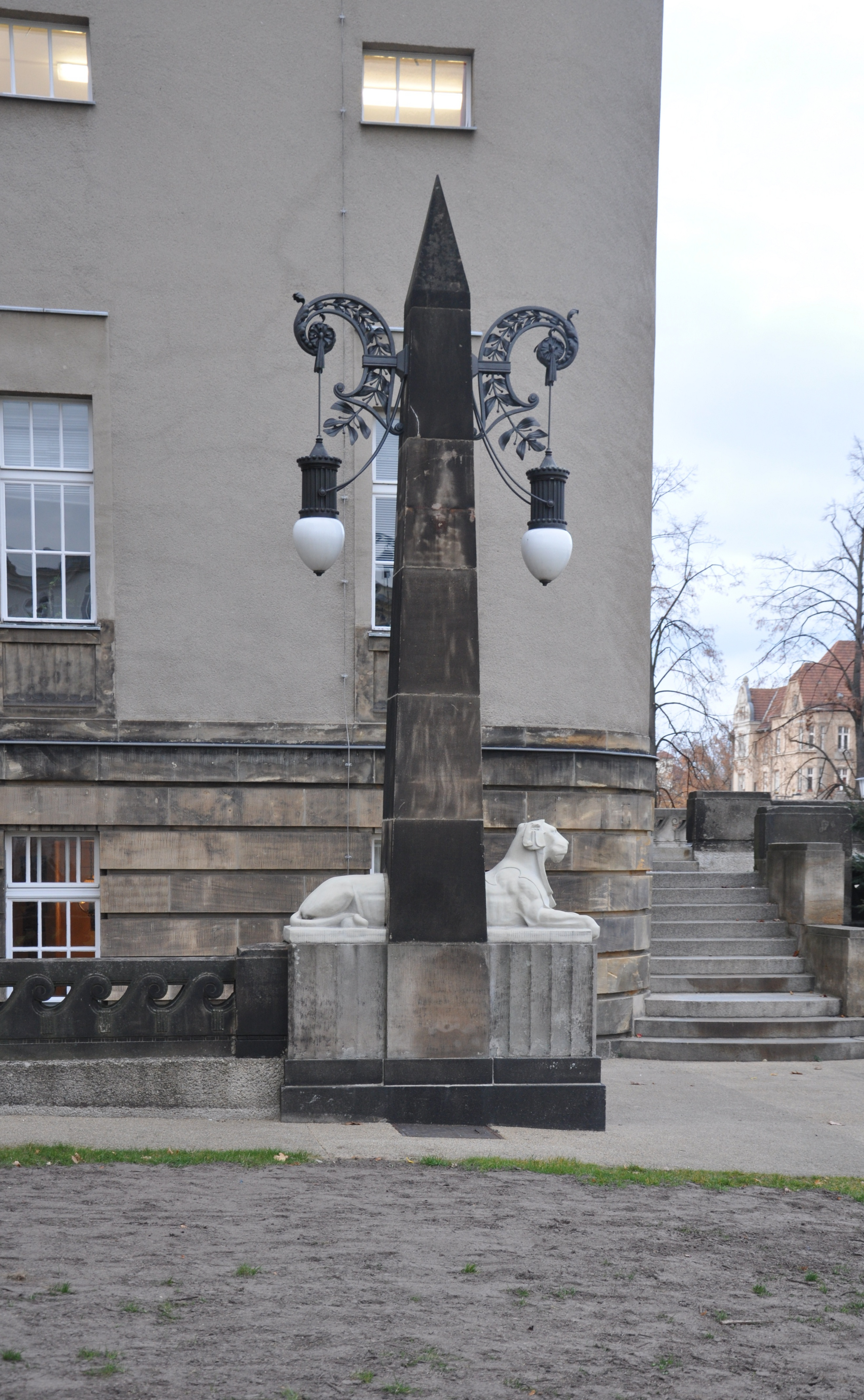
Lykta med lejon utanför teatern av Heinrich Goetschmann